# Constantin Barbu
Constantin Barbu (ur. 16 maja 1971 w Gałaczu) – piłkarz rumuński grający na pozycji pomocnika lub napastnika. W swojej karierze rozegrał 3 mecze i strzelił 2 gole w reprezentacji Rumunii.

## Kariera klubowa
Karierę piłkarską Barbu rozpoczął w klubie Argeș Pitești. W 1992 roku awansował do kadry pierwszego zespołu. W sezonie 1993/1994 wywalczył z nim promocję z drugiej do pierwszej ligi. W sezonie 1997/1998, w którym zajął z Argeşem 3. miejsce w lidze i w którym został królem strzelców ligi, był wypożyczony do południowokoreańskiego Suwonu Samsung Bluewings. W latach 1999–2001 grał w Rapidzie Bukareszt. W sezonie 1998/1999 został z nim mistrzem kraju, a w sezonie 1999/2000 - wicemistrzem.
W 1999 roku Barbu przeszedł do Numancii. Zadebiutował w niej 21 sierpnia 1999 w wygranym 1:0 domowym meczu z Realem Valladolid. W sezonie 2000/2001 spadł z Numancią do Segunda División. W sezonie 2001/2002 był wypożyczony do Rapidu.
W sezonie 2002/2003 Barbu ponownie był zawodnikiem Argeșu Pitești. W sezonie 2003/2004 występował w Dacii Mioveni, w której zakończył karierę.
| Sezon   | Klub                    | Kraj             | Rozgrywki        | Mecze | Bramki |
| ------- | ----------------------- | ---------------- | ---------------- | ----- | ------ |
| 1992/93 | Argeș Pitești           | Rumunia          | Divizia B        | 30    | 9      |
| 1993/94 | Argeș Pitești           | Rumunia          | Divizia B        | 31    | 10     |
| 1994/95 | Argeș Pitești           | Rumunia          | Divizia A        | 32    | 13     |
| 1995/96 | Argeș Pitești           | Rumunia          | Divizia A        | 28    | 10     |
| 1996/97 | Argeș Pitești           | Rumunia          | Divizia A        | 25    | 13     |
| 1997/98 | Argeș Pitești           | Rumunia          | Divizia A        | 19    | 21     |
| 1997/98 | Suwon Samsung Bluewings | Korea Południowa | K-League         | 6     | 2      |
| 1998/99 | Argeș Pitești           | Rumunia          | Divizia A        | 16    | 13     |
| 1998/99 | Rapid Bukareszt         | Rumunia          | Divizia A        | 11    | 8      |
| 1999/00 | Rapid Bukareszt         | Rumunia          | Divizia A        | 3     | 1      |
| 1999/00 | CD Numancia             | Hiszpania        | Primera División | 34    | 6      |
| 2000/01 | CD Numancia             | Hiszpania        | Primera División | 8     | 0      |
| 2001/02 | Rapid Bukareszt         | Rumunia          | Divizia A        | 9     | 5      |
| 2001/02 | CD Numancia             | Hiszpania        | Segunda División | 11    | 2      |
| 2002/03 | Argeș Pitești           | Rumunia          | Divizia A        | 1     | 0      |
| 2003/04 | Dacia Mioveni           | Rumunia          | Divizia B        | 17    | 8      |

## Kariera reprezentacyjna
W reprezentacji Rumunii Barbu zadebiutował 6 września 1997 roku w wygranym 8:1 meczu eliminacji do MŚ 1998 z Liechtensteinem, rozegranym w Eschen. W debiucie zdobył gola. Od 1997 do 1998 roku rozegrał w kadrze narodowej 3 mecze i strzelił 2 bramki.